# La Ville en liesse
Pour plus de détails, voir Fiche technique et Distribution.
La Ville en liesse (歓呼の町, Kanko no machi) est un film japonais de Keisuke Kinoshita sorti en 1944.

## Synopsis
Dans un quartier de Tokyo évacué par les autorités durant la Seconde Guerre mondiale, quatre familles s'apprêtent à devoir quitter les lieux. Kiyo Furukawa, la professeur de koto rechigne à partir car elle a toujours l'espoir de voir revenir son mari qui l'a quittée voilà dix ans. Son fils Shingo est pilote d'essai, il est amoureux de Takako, la fille de ses voisins et tous deux désirent se marier, mais la mère de Takako a d'autres projets pour sa fille. Zenba, le père de Takako envisage de racheter des terres dans son village natal pour redevenir paysan, ce qui n'enchante guère sa femme. Tada, le propriétaire des bains publics refuse l'idée d'un départ et rejette avec vigueur les prières de Saburo, le mari de sa fille, qui lui enjoint de venir habiter avec eux. Nishino l'imprimeur est en attente de l'accouchement imminent de sa femme avant de faire ses valises.

## Fiche technique
- Titre : La Ville en liesse[1]
- Titre original : 歓呼の町 (Kanko no machi?)[2]
- Titre anglais : Jubilation Street[2]
- Réalisation : Keisuke Kinoshita
- Scénario : Kaoru Morimoto (en)
- Photographie : Hiroshi Kusuda (ja)
- Société de production : Shōchiku
- Pays d'origine :  Empire du Japon
- Langue originale : japonais
- Format : noir et blanc - 1,37:1 - 35 mm - son mono
- Genres : drame - film de propagande
- Durée : 73 minutes[3] (métrage : 8 bobines - 2 007 m[3])
- Date de sortie :
  - Empire du Japon : 8 juin 1944[3]

## Distribution
- Ken Uehara : Shingo Furukawa
- Eijirō Tōno : Shu, le père de Shingo
- Chiyo Shin : Kiyo, la mère de Shingo
- Mitsuko Mito : Takako
- Yōtarō Katsumi (ja) : Zenba, le père de Takako
- Fumiko Okamura : la mère de Takako
- Makoto Kobori : Tada, le propriétaire des bains publics
- Chōko Iida : Osei, sa femme
- Kurumi Yamabato : leur fille
- Tōru Abe : Saburo, le gendre de Tada
- Shin'ichi Himori : Nishino, l'imprimeur
- Kuniko Igawa : la factrice

## Autour du film
La Ville en liesse est un film destiné à promouvoir l'évacuation des villes dans une période où la situation militaire du pays se dégrade, il devait être à l'origine tourné par Hideo Ōba. Avec ce film, Keisuke Kinoshita délivre un film de propagande qui plutôt que d’exalter l’héroïsme des soldats au combat, évoque avec empathie la tristesse et la résignation de personnes restées au pays en s'attachant à des habitants d'une rue de Tokyo devant être évacués à cause de la guerre. Il montre la mélancolie de dire au revoir et que les espoirs détruits sont si inévitables qu'ils rendent toute résistance inutile : en temps de guerre, les intérêts nationaux priment sur les intérêts personnels.